# Mando África de Estados Unidos

Sello del Mando África de Estados Unidos.

El Mando África de Estados Unidos (USAFRICOM o AFRICOM) es un Mando Combatiente Unificado del Departamento de Defensa de Estados Unidos, responsable de las operaciones militares de Estados Unidos en relación con las 53 naciones africanas (excepto Egipto). El Mando África se estableció el 1 de octubre de 2007 como una unidad temporalmente adscrita al mando unificado de Estados Unidos en Europa, pasando a ser totalmente autónoma y operativa el 30 de septiembre de 2008. Su actual sede está en Stuttgart (Alemania); aunque se especula con la posibilidad de mover el mando a la Base Naval de Rota en España. Desde 2022 su comandante es el general Michael Langley.

## Creación
A mediados de 2006, el Secretario de Estado de Defensa, Donald Rumsfeld, formó un equipo de planificación para conocer los requisitos para el establecimiento de un nuevo Comando Unificado para el continente africano. A principios de diciembre, hizo una recomendación al Presidente George W. Bush, que autorizó el nuevo comando el mismo día que Rumsfeld abandonó el cargo. La creación de AFRICOM se hizo pública en diciembre de 2006 por la edición oriental de Barras y Estrellas, el diario de las fuerzas armadas. De acuerdo con el entonces Jefe de Operaciones Navales, Almirante Michael Mullen, el presidente George W. Bush había tomado la decisión de establecer el nuevo comando el 15 de diciembre de 2006.
El 6 de febrero de 2007, el Secretario de Defensa Robert Gates, anunció al Comité de Servicios Armados del Senado que el presidente había dado la autorización para crear el nuevo Comando África. El 26 de febrero de 2007, el Almirante Robert Moeller, nombrado primer director ejecutivo del AFRICOM, llegó en Stuttgart, Alemania, para empezar a crear el marco logístico del comando. El 28 de septiembre, el Senado de los Estados Unidos confirmó al general William E. "Kip" Ward como el primer comandante y el comando empezó a funcionar oficialmente cuando la organización llegó a su capacidad operativa inicial en octubre.

## Funciones
AFRICOM tiene por objetivo el desarrollo de misiones diplomáticas, económicas y de ayuda humanitaria, encaminadas a la prevención de conflictos, en lugar de la intervención militar, según Theresa Whelan, Subsecretaria de Defensa para Asuntos Africanos.
En mayo de 2008, la declaración oficial de la misión señalaba:

El Comando África, en concierto con otros organismos del gobierno de los Estados Unidos e internacionales, lleva a cabo un compromiso sostenido para la seguridad a través de programas militares, actividades militares patrocinadas, y otras como las operaciones militares dirigidas a promover un ambiente estable y seguro en África en apoyo de la política exterior de los Estados Unidos.

Esto es, hasta cierto punto, inapropiado. Todos los Comandos Combatientes de Estados Unidos tienen las mismas responsabilidades en general, para planificar, dirigir y ejecutar las operaciones militares de Estados Unidos en su área asignada de responsabilidad. AFRICOM solo es diferente en que la situación en el continente, permaneciendo en paz, precisa de la operatividad de miembros del ejército que servirían mejor los objetivos civiles. Steven Morrison, del Centro de Estudios Estratégicos e Internacionales, consideró que el nuevo mando tiene un potencial que va mucho más allá de la supervisión militar. Por el contrario, su misión podría ser definida por una combinación interinstitucional, centrándose los esfuerzos de inteligencia, diplomáticos, de la salud y expertos en ayuda humanitaria.
En principio, las áreas operativas serán Cabo Verde, Santo Tomé y Príncipe, Guinea Ecuatorial, Comores, Madagascar, Mauricio y Seychelles. Otras áreas permanecerán bajo la responsabilidad del Comando Europeo de los Estados Unidos, el Comando Central de Estados Unidos y el Comando del Pacífico de Estados Unidos.
AFRICOM es uno de los once comandos combatientes unificados del Departamento de Defensa de los Estados Unidos, con sede en Kelley Barracks, Stuttgart, Alemania. Es responsable de las operaciones militares de los Estados Unidos, incluyendo la lucha en conflictos regionales y el mantenimiento de relaciones militares con 53 naciones africanas. Su área de responsabilidad cubre toda África, excepto Egipto, que está dentro del área de responsabilidad del Mando Central de los Estados Unidos (USCENTCOM).